# 初田啓介
初田 啓介（はつた けいすけ、1970年9月23日 - ）は、TBSテレビのアナウンサー。

## 来歴・人物
埼玉県大宮市（現さいたま市大宮区）出身。早稲田大学本庄高等学院、早稲田大学第一文学部卒業。1993年4月、TBSにアナウンサー28期生として入社（同期は宮澤祐介・雨宮塔子）。
中学・高校・大学（学部）の同期に永井伸一（NHKアナウンサー）、高校・大学の同期に福永俊介（札幌テレビ放送アナウンサー）、大学時代の先輩に上泉雄一（毎日放送アナウンサー）、後輩に土井敏之（TBSアナウンサー）、宮部和裕（CBCテレビアナウンサー）がいる。
音楽評論家の酒井康の著書『虹色の音詞II』によれば、学生時代にバンド活動をしておりドラムを担当していた。特に好きなドラマーはビル・ブルーフォードで、理由は「音色も暗ければ顔も極限にまで暗い」ことを挙げている。初田曰くヘヴィメタルやプログレッシブ・ロックを好んではいるが自身の演奏はパンク調になってしまうという。2008年10月から担当していたラジオ番組『Kakiiin（カキーン）』でも、上記の学生時代の音楽に関する経験を語る事があった。
現在は主にスポーツ中継の実況を担当している。プロ野球やK-1など、担当する競技は多岐にわたる。また、『オールスター感謝祭』内の企画「赤坂5丁目ミニマラソン」の実況を1996年から2020年まで担当していたほか、2004年には『SASUKE』および『スポーツマンNo.1決定戦』の2代目メイン実況担当に、古舘伊知郎から引き継いで就任している。
2008年の北京オリンピックと2009年の世界陸上ベルリン大会では、男子100m・200mのウサイン・ボルトが世界新記録を出した決勝のレースの実況を担当した。
2019年7月1日付けで部次長待遇エキスパート職から部長待遇エキスパート職に昇格。

## エピソード
- 入社当初からスポーツ中継を希望していたが、若手時代は修行の日々が続いた。大相撲は幕下から十両までの取組、プロ野球は中継されない試合を実況練習する日々であった[注釈 4]。そんな中、1995年7月5日の日本ハム対西武戦で実況練習をしていたところ、日本ハムの西崎幸広が9回2死までノーヒットピッチングを続けていたため、急遽別の試合から初田のマイクに放送が切り替わり、これが実質的な実況デビューとなった。なお、西崎は最後の打者を1球で打ちとりノーヒットノーランを達成したため、1球のみの中継となった[6]。
- 2003年12月31日、『K-1 PREMIUM 2003 Dynamite!!』（TBSが中継を担当）のメインイベントとして行われた「ボブ・サップvs曙太郎」戦の実況を担当した（試合結果は、サップが2分58秒でKO勝ち）。この試合は曙のK-1デビュー戦として開催前から大きな注目を集めていた。この試合の瞬間視聴率は、日本のテレビ放送史上初めて、裏番組の『NHK紅白歌合戦』の視聴率を抜いた。
- 初田は格闘技の試合の実況において、通常後ろ回し蹴りと呼ばれている技を「回し蹴り」と呼び、回し蹴りと呼ばれている技は「ミドルキック」など外来語で呼ぶ。
- TBSラジオ『Kakiiin』の2009年度後半の担当が水曜日（平日の真ん中）だったため、“センター初田”というニックネームを持っていた。
- 2010年には、TBSテレビ他で放送されたテレビアニメ『それでも町は廻っている』の第8話「全自動楽団」（Aパート「全自動世界」）に野球の実況アナウンサー役で出演している。
- 2023年の世界陸上ブダペストでは、女子やり投げで北口榛花がオリンピック・世界陸上を通じて日本人初となる金メダル獲得の瞬間[7]を伝えた。ちなみに、8月23日（日本時間で24日未明）の予選競技のテレビ中継の際には、解説者の小山裕三と北口の験担ぎについてやりとりしていた際に全く噛み合わない部分があり、24日朝の『THE TIME,』で初田・小山の名前と共に紹介されていた。

### 問題視された実況とそれに伴う騒動

#### 2016年の日本シリーズ
SMBC日本シリーズ2016の第1戦と第4戦で実況を担当したが、後述のようなミスを連発し視聴者からの非難が殺到する事態となった。

##### 第1戦
この試合では特に初田の言い間違いが非難の対象となった。
4回裏に、広島東洋カープは北海道日本ハムファイターズの先発投手である大谷翔平から松山竜平とブラッド・エルドレッドが放った2本の本塁打で2点を奪う。4回表終了時点で広島は既に1点を先制し「1-0」となっていたが、初田は松山が放った1本目の本塁打を「同点ホームラン」と誤って実況。さらにこの試合での広島の打順は「4番松山・5番鈴木誠也・6番エルドレッド」であり、鈴木は凡退しているにもかかわらず、エルドレッドのホームランを「二者連続のホームラン」と誤って実況した。またこの試合でゲスト解説を務めた三浦大輔に対して「横浜の元三浦投手」と発言するなど、SNS上では「ひどい」「何かやらかさないか気になってきた」「いい加減にしてほしい」などの批判の声が多数上がる事態となった。

##### 第4戦
この試合ではウィルチェアーラグビー日本代表の乗松聖矢が始球式を務めた。始球式の際、乗松が投げたボールを初田は「ナックルボール」と実況。この発言に視聴者からの非難が殺到することとなった。乗松はシャルコー・マリー・トゥース病という手足に力の入らない難病を患っており「意図してナックルを投げた訳では無い」という理由からである。

##### 処分
これらの問題は当時TBSの社長であった武田信二からも記者会見上で直接苦言を呈されるほどの騒動になり、最終的には同年12月1日付でチーフアナウンサーから一般のアナウンサーに降格。同時にエキスパート部次長の職も解任させられた（エキスパート部次長職の後任は小笠原亘）。

#### 2020年東京オリンピック
2021年8月2日に行われた2020年東京オリンピックの野球競技のノックアウトステージ2回戦・日本対アメリカ合衆国戦の実況をジャパンコンソーシアム (JC) の一員として担当した際にもミスを連発した。
4回裏2死二塁で坂本勇人がブランドン・ディクソンから放った左翼への打球を見て「入った！ホームラン！」と実況したが、実際はフェンス直撃の適時二塁打であったため、解説を担当していた宮本慎也から「違います。フェンス直撃です」と指摘された。この場面はインターネットでも話題になり「どこがホームラーン」「入ってないじゃん！」などとツッコミが入れられ、Twitterでは「ホームラーン」がトレンド入りするほどだった。
この他にも、左前安打2本と内野安打1本を打っていたアメリカのマーク・コロスバリの打席で、それまでの打席内容を「（3安打のうち）2本は内野安打です」と振り返ったり、明らかな内野安打を内野ゴロと言い間違えたりするなどの誤った実況を繰り返した。
SNS上では「間違えすぎ」「初田アナ落ち着いて」「宮本さんがやりずらそう」といった反応が寄せられた。また、初田の大学の先輩でフリーアナウンサーの山中秀樹は自身のTwitterで「坂本のフェンス直撃の同点打に、実況初田アナが『入った！ホームラン』すぐ訂正し、別にそれを責める気はない。ただ、実況アナはモニターTVと肉眼での確認を交互にする。老眼が出始めるとこの作業がツラい。老眼で実況を諦めたスポーツアナは数しれず」と反応した。

## 現在の担当番組

### テレビ
- スポーツ中継[4][5]（野球、メジャーリーグベースボール、ラグビー、バレーボール、陸上競技など）
- プロ野球ドラフト会議中継
- ひるおび（ナレーター）
  - 2022年1月から不定期で担当した後に、同年7月7日から2023年6月まで木・金曜日の午前枠、2023年7月から月・火曜日の午前枠をレギュラーで担当。

- JNNニュース（2023年1月1日 - ）※毎年1月1日朝のみ恒例担当。

### ラジオ
- 森本毅郎・スタンバイ! - 「スポーツスタンバイ」コーナー担当（不定期出演）
- パンサー向井の＃ふらっと（ニュースキャスター、都民ニュース／不定期、2022年4月 - ）
- 朗読のヒロバ（2024年11月 - 、不定期出演）

### Paravi
- パラ☆ベイ（2022年4月 - ）

## 過去の担当番組

### テレビ
- ブロードキャスター（1994年4月 - 1997年3月）
- 山田邦子のしあわせにしてよ（1995年）[4][5]
- JNNニュースの森（1995年） - 土・日曜スポーツキャスター（サブキャスター兼務）[4][5]
- スポーツ10番勝負（1996年）[4][5]
- オールスター感謝祭 - 「赤坂5丁目ミニマラソン」実況[注釈 5]（1996年春 - 2020年秋）、各種コーナーナレーション
- もぎたてサラダ（1997年）[4][5]
- S☆1（2010年春 - 2012年3月25日） - 総合司会
- J-SPORTS スーパーサッカーPLUS
- スポーツマンNo.1決定戦 - メイン実況[4]
- 黄金筋肉＜ゴールデンマッスル＞（不定期出演）
- 全国高校ラグビー大会 - 関東代表校の試合を中心に3回戦まで実況を担当し、一部の年はスタジオでハイライトMCを務めた
- シドニーオリンピック（2000年） - スタジオキャスター
- バレーボール五輪世界最終予選 - 2000年の女子、2004年・2008年の男女大会を担当
- バレーボール世界選手権 - 2014年の女子大会ほか
- こちら葛飾区亀有公園前派出所 - 亀有神興キャノンボールの実況役
- SASUKE - 第2 - 21・24・27 - 30回実況、第13回以降はメイン実況を担当[注釈 6]
- KUNOICHI（ - 2009年） - メイン実況
- みのもんたの朝ズバッ! → 朝ズバッ! - 大相撲コーナー担当
- 東京オリンピック（2020年） - JC実況
- スポーツ中継（格闘技、大相撲）
- 炎の体育会TV - 実況
- ラヴィット!（2023年5月5日） - 『スポーツマンNo.1決定戦』で行われていた「QUICK MUSCLE」が紹介され、池谷直樹と『ラヴィット!』チーム3人での対決[注釈 7]を実況

### ラジオ
- TBSラジオ エキサイトベースボール - 実況・リポーター
- 初田啓介のか・も・ネ・ギ情報局
- 初田啓介のハッピーショー（1997年）[4][5]
- 初田啓介の激アツ!エキサイトベースボール!（2005年度下半期）
- Kakiiin - 2008年度・2010年度は「ゴールデン初田」として金曜日を担当。2009年度は「センター初田」として水曜日を担当
- Wanted!! （2012年10月 - 12月28日） - 金曜日メインパーソナリティ
- アテネオリンピック（2004年） - JC実況
- マイフェイバリッと（2015年1月5日 - 16日） - 高森勇気との共同パーソナリティ
- 伊集院光とらじおと - ニュースコーナー担当（不定期出演）